# Grand Harbour
 (janvier 2015).
Si vous disposez d'ouvrages ou d'articles de référence ou si vous connaissez des sites web de qualité traitant du thème abordé ici, merci de compléter l'article en donnant les références utiles à sa vérifiabilité et en les liant à la section « Notes et références ».

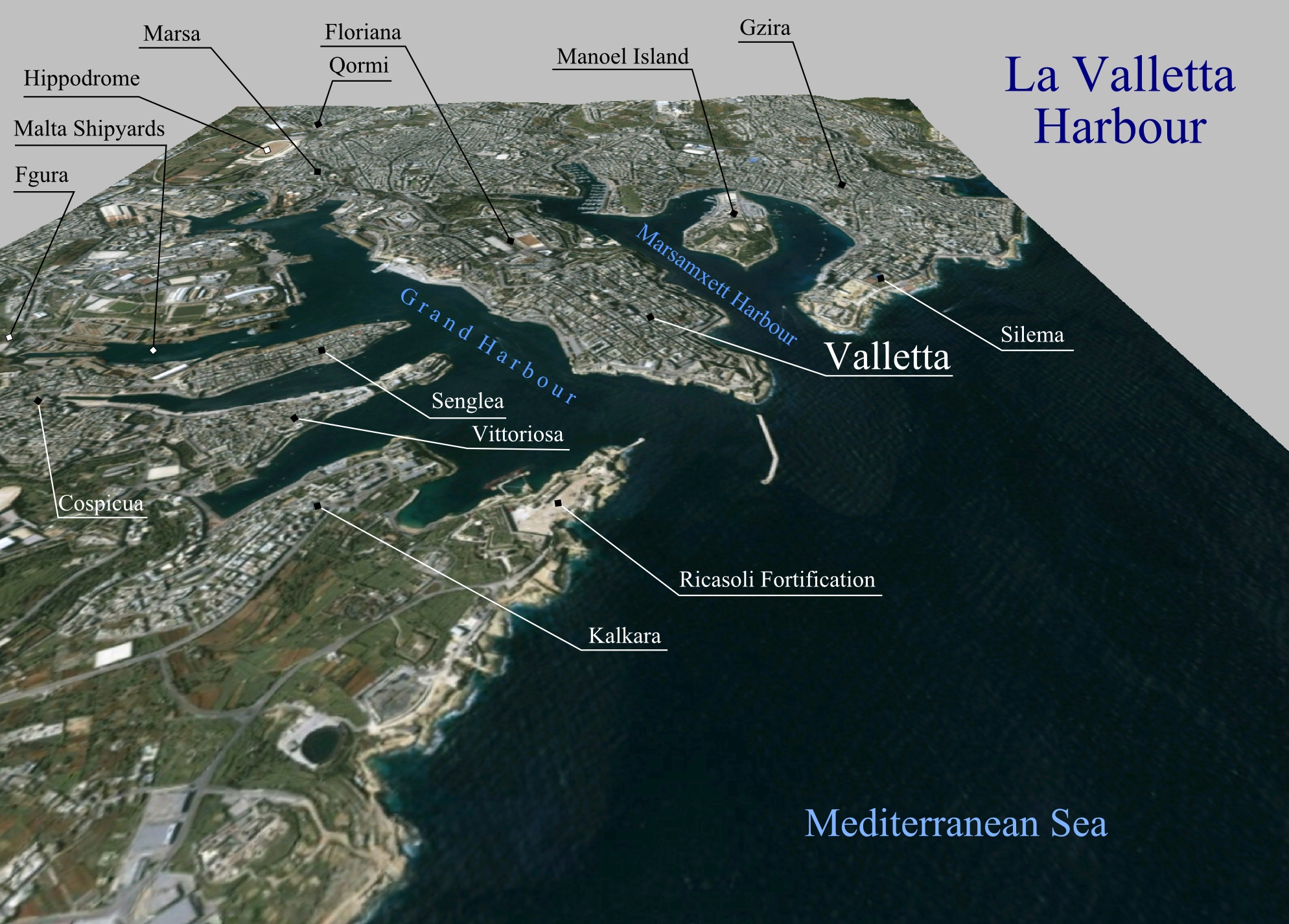
Représentation en 3D des baies de La Valette.

Grand Harbour (en Maltais : Il-Port il-Kbir, italien : Porto Grande), anciennement baie de Marsa et port de la Valette  est le havre naturel qui, au sud, borde la presqu'île de Xiberras abritant la ville de La Valette, capitale de Malte. Le site a connu d'importantes transformations au cours de son histoire, ayant abrité des docks de marchandises, un vaste chantier naval (le Malta Dockyard) associé à une base navale pour les navires de guerre. Au début du XXIe siècle, Grand Harbour est surtout un port international où accostent de nombreux pétroliers ou cargos.

## Description
Le Grand Harbour est bordé au nord par la presqu'île de Xiberras, occupé également par la ville d'Il-Furjana, le faubourg de La Valette.
La rive sud est une côte très découpée, formée de criques et de promontoires, principalement Rinella Creek, Kalkara Creek, Dockyard Creek, et French Creek, au fond desquelles viennent s'abriter les Trois Cités fondées par les Hospitaliers : Il-Birgu (Vittoriosa), l'ancienne capitale, ainsi que Bormla (Cospicua) et L-Isla (Senglea).

## Histoire
L'entrée du port fut le théâtre de bataille de Malte en 1283. Ce havre constitua la base maritime des Hospitaliers de l'ordre de Saint-Jean de Jérusalem durant les 268 années de leur présence sur l'archipel (1530-1798). Les Britanniques en firent de même durant les 160 ans de leur possession de l'île.
La tornade du Grand Port de Malte d'intensité T7 a ravagé l'endroit le 23 septembre 1555 (ou 1556, les dates diffèrent selon les sources), faisant 600 victimes parmi les officiers, les soldats et les esclaves,. Le Grand Harbour sera ensuite le théâtre principal du premier siège mené contre l'île par les ottomans en 1565.
Durant la Seconde Guerre mondiale, la zone fut régulièrement bombardée par les forces de l'Axe durant le second siège de Malte qui dura 3 ans.
Les ports et les quais sont encore actifs mais, avec le départ de la Royal Navy britannique, l'activité portuaire a beaucoup perdu de son importance militaire. Une partie considérable de l'exportation commerciale du pays est maintenant gérée par le nouveau port franc au Marsaxlokk (Kalafrana), au sud-est de l'île, de sorte que le port est beaucoup plus calme qu'il ne l'était dans la première moitié du XXe siècle.

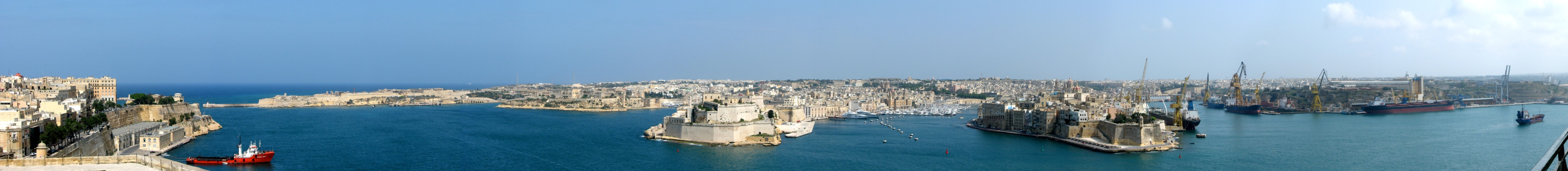
Grand Harbour vu des jardins Upper Barrakka.